# Edward Burnett Tylor
Edward Burnett Tylor, född 2 oktober 1832 i Camberwell, London, död 2 januari 1917, brittisk antropolog, professor i antropologi i Oxford 1896, adlad 1912.

## Pionjären
Edward B. Tylor har med skäl karakteriserats som en av skaparna av antropologin som modern vetenskap. Med det sena 1800-talet och 1900-talets början med brittiska forskare som Tylor, Frazer och W. H. R. Rivers närmar vi oss den moderna socialantropologin. I sin ungdom kom Tylor att delta i en expedition till Mexiko, från vilken han publicerade värdefulla iakttagelser. Hans två huvudarbeten Researches into early history of mankind (1863) och fr.a. Primitive culture (1871) förskaffade honom anseende som en av Europas ledande etnologer och religionshistoriker. Tylor har tack vare sin berömda definition av kultur 1871 för alltid en plats i varje antropologihistoria. Den lyder: "Kultur eller civilisation är, i vidast möjliga etnologiska mening, den komplexa helhet som i sig innesluter kunskap, tro, konst, moraliska principer, seder, och alla andra förmågor eller vanor som människan som samhällsvarelse tillägnar sig." Denna betraktas fortfarande som användbar.

### Evolutionism
Tylor genomförde ej detaljerade fältstudier som Rivers. Han var evolutionist och till förklaring på likartade kulturförhållandens samtidiga uppträdande på olika geografiska orter uppställde han en teori som sedan Adolf Bastian utvecklat. För belysande av naturfolkens världsåskådning och särskilt deras religiösa tänkande präglade han termen och begreppet animism. Definitionen av religion är också ett tvisteämne. En av de äldsta, Tylors, definierar religion helt enkelt som tron på övernaturliga varelser. Han framlade också hypotesen om "survivals". Med detta ord menade han i folkkulturen kvardröjande föreställningar från en tidigare kulturepok, idéer som kanske bara genom vanans makt stannat kvar i en kultur, som genom utvecklingen "växt ur" sina tidigare trosföreställningar. Denna lära om "gesunkenes Kulturgut" (sjunket kulturgods) övergavs dock snart. 
Tylors inflytande genom etnologen Wilhelm Mannhardt inom tysk folkloristik men fr.a. genom Tylors ännu mer berömde lärjunge Frazer; tillsammans representerar Tylor och Frazer höjdpunkten inom den s.k. engelska antropologiska skolan. Franz Boas reagerade mot Tylors och andra europeiska antropologers storstilade evolutionära scheman. Han menade istället att varje samhälles (eller kulturs) utveckling måste förstås i förhållande till dess egen dynamik. Synsättet kallas historisk partikularism.